# ألكساندرا ليسوفسكا
ألكساندرا ليسوفسكا (من مواليد 12 ديسمبر 1990) هي عداءة مسافات طويلة بولندية. فازت بالميدالية الذهبية في سباق الماراثون في بطولة أوروبا لألعاب القوى 2022. هي بطلة وطنية بولندية لخمسة مرات.
شاركت في سباق 3000 متر موانع للسيدات في بطولة أوروبا لألعاب القوى تحت 23 عامًا في عام 2011، التي أقيمت في أوسترافا، جمهورية التشيك. تنافست ليسوسكا في نصف ماراثون السيدات في بطولة العالم لألعاب القوى لنصف ماراثون 2020 في جدينيا، بولندا، مثلت بولندا في ماراثون السيدات في أولمبياد طوكيو 2020، وانهت السباق  في المركز 35 بزمن قدره 2:35:33.
وبعد مرور عام حسنت ليسوسكا رقمها الشخصي من طوكيو بما يقرب من سبع دقائق لتفوز بالميدالية الذهبية في بطولة ألعاب القوى الأوروبية التي أقيمت في ميونيخ بأفضل موسم قدره 2:28:36. ، وبهذا أصبحت ثاني رياضية بولندية فقط بعد واندا بانفيل في عام 1991 تفوز بلقب بطولة كبرى في ماراثون السيدات. كانت نتيجتها في ميونيخ ستضعها في المركز الرابع في طوكيو. أضافت ليسوسكا الميدالية البرونزية في فئة الفريق، وقادت الفريق البولندي إلى الميدالية البرونزية أيضًا في بطولة العالم العسكرية عبر الضاحية في باجة، البرتغال في أكتوبر.